# Finale di Heineken Cup 2001-2002
La finale di Heineken Cup 2001-02 fu la gara di assegnazione del titolo di campione della 7ª edizione della massima competizione europea per club di rugby a 15.
Si tenne il 25 maggio 2002 al Millennium Stadium di Cardiff tra la franchise irlandese di Munster e la campione uscente Leicester, club inglese che mantenne la coppa vincendo l'incontro 15-9 e laureandosi primo plurivincitore della competizione.

## Il percorso dei club finalisti

### Leicester
Il club campione d'Europa guadagnò la promozione come prima assoluta del girone con una gara d'anticipo grazie a un percorso netto nelle prime cinque partite del girone: dopo la vittoria interna contro Llanelli per 12-9, giunsero quelle contro Amatori & Calvisano per 37-3 in Italia e 29-7 in casa, e quelle contro Perpignano, sconfitto 31-30 in Francia e 54-15 a Welford Road.
Ininfluente la sconfitta in Galles 12-24 contro Llanelli nell'ultima partita del girone.
Nel suo quarto di finale, Leicester regolò Leinster 29-18 con una prova di forza nella ripresa (quattro mete) dopo avere concluso il primo tempo in sostanziale parità, e in semifinale ritrovò Llanelli, battuta al termine di una dura partita risolta solo per un punto di margine, 13-12.

### Munster
La storica provincia irlandese, appena costituitasi in franchise professionistica per la Celtic League, si qualificò seconda a pari punti di Castres, ma con due mete marcate in meno rispetto a quest'ultima: l'unica sconfitta del girone venne proprio dalla squadra francese, battuta a Cork per 28-23 ma a sua volta vincitrice in casa per 21-13; punteggio pieno, invece, contro l'inglese Harlequins, battuta 20-8 allo Stoop e 51-17 tra le proprie mura e Bridgend, battuta 16-12 in Galles e 40-6 in Irlanda.
Nel proprio quarto di finale, Munster prese la rivincita a Parigi sullo Stade français, vittorioso un anno prima sulla compagine irlandese e, come successo per Leicester, incontrò in semifinale la propria compagna di girone, il Castres, del quale ebbe ragione per 25-17.

## La finale
A Cardiff si trovarono quindi di fronte Leicester, che difendeva il titolo vinto l'anno prima, e Munster, di nuovo in finale dopo due anni; dopo un primo tempo bloccato, chiuso 6-5 dagli irlandesi con due piazzati di Ronan O'Gara contro la meta inglese di Geordan Murphy, nella ripresa una seconda meta di Austin Healey e il piede di Tim Stimpson (5 punti per lui) furono sufficienti per aggiudicarsi 15-9 l'incontro e, con esso, il record di prima squadra a vincere la Coppa due volte, in aggiunta a ciò consecutive.

## Tabellino dell'incontro
| Arbitro: | Joël Jutge |

| |              | |
| G. Murphy 25’ Healey 59’ | mt           | |
| Stimpson 59’ | tr           | |
| Stimpson 70’ | c.p.         | 3’, 20’, 48’ O’Gara |
| · Stimpson · G. Murphy · 78’ O. Smith · Kafer · F. Tuilagi · Healey · 52’ J. Hamilton · 74’ Rowntree · West · Garforth · M. Johnson · Kay · Moody · Back · Corry | Formazioni   | · Crotty 66’ · Kelly · Henderson 68’ · Holland · J. O’Neill · O’Gara · Stringer · Clohessy 61’ · Sheahan 18’ 29’ · Hayes · Galwey · O’Connell · A. Quinlan · D. Wallace · A. Foley 53’ |
| · 52’ Ellis · 74’ Freshwater · 78’ Gelderbloom | Sostituzioni | · Blaney 18’ 29’ · J. Williams 53’ · M. Horan 61’ · M. O’Driscoll 62’ · Staunton 66’ · Mullins 68’                                                                                     |
| Dean Richards | Allenatori   | Declan Kidney |